# Xiva de Morella
|  | Per a altres significats, vegeu «Xiva (desambiguació)». |

Xiva de Morella o simplement Xiva és un poble situat en el terme municipal de Morella (els Ports, País Valencià) i hi pertany administrativament. Xiva està situada a 8,5 km de la capital del municipi, en una foia, a 898 metres d'altitud.

## Geografia
La població se situa a una vall envoltada de muntanyes, a quasi 900 metres d'altitud. Es troba a la vora del riu del mateix nom, al nord-oest de Morella, al peu de la serra de Xiva.
A la localitat s'accedeix únicament per la carretera CV-117 que surt de Morella, la qual cosa dificulta la comunicació amb altres llocs. No obstant això, existeixen diversos camins rurals que porten a Forcall i Ortells.

## Història
Conquerida per Blasco d'Alagó el 1232, qui el 10 de gener del 1249 li concedí la carta de poblament en favor de Sancho de Lenda. El 13 de maig del 1287 es va integrar en el terme municipal de Morella. Xiva va participar en tots els conflictes que es donaren entre els llogarets i Morella durant segles per a assolir la seua autonomia municipal, fet que finalment es va produir el 1691 de mans del rei Carles II. Durant les guerres carlines del segle xix Xiva, com la resta de la comarca, fou un feu carlista de gran importància. Xiva va ser municipi fins que el 1976 tornà a integrar-se en el terme de Morella. El seu últim alcalde abans de ser annexionada a Morella fou Honorato Sebastià.

## Demografia
| Població | 125 | 168 | 150 | 672 | 721 | 462 | 161 | 100 | 43 | 40 | 44 | 45 | 39 | 35 |

## Gastronomia
Hi destaca la truita de pataques, amb les pataques tallades i els ous batuts junts a la paella, amb una cuita d'una o dues hores.

## Patrimoni

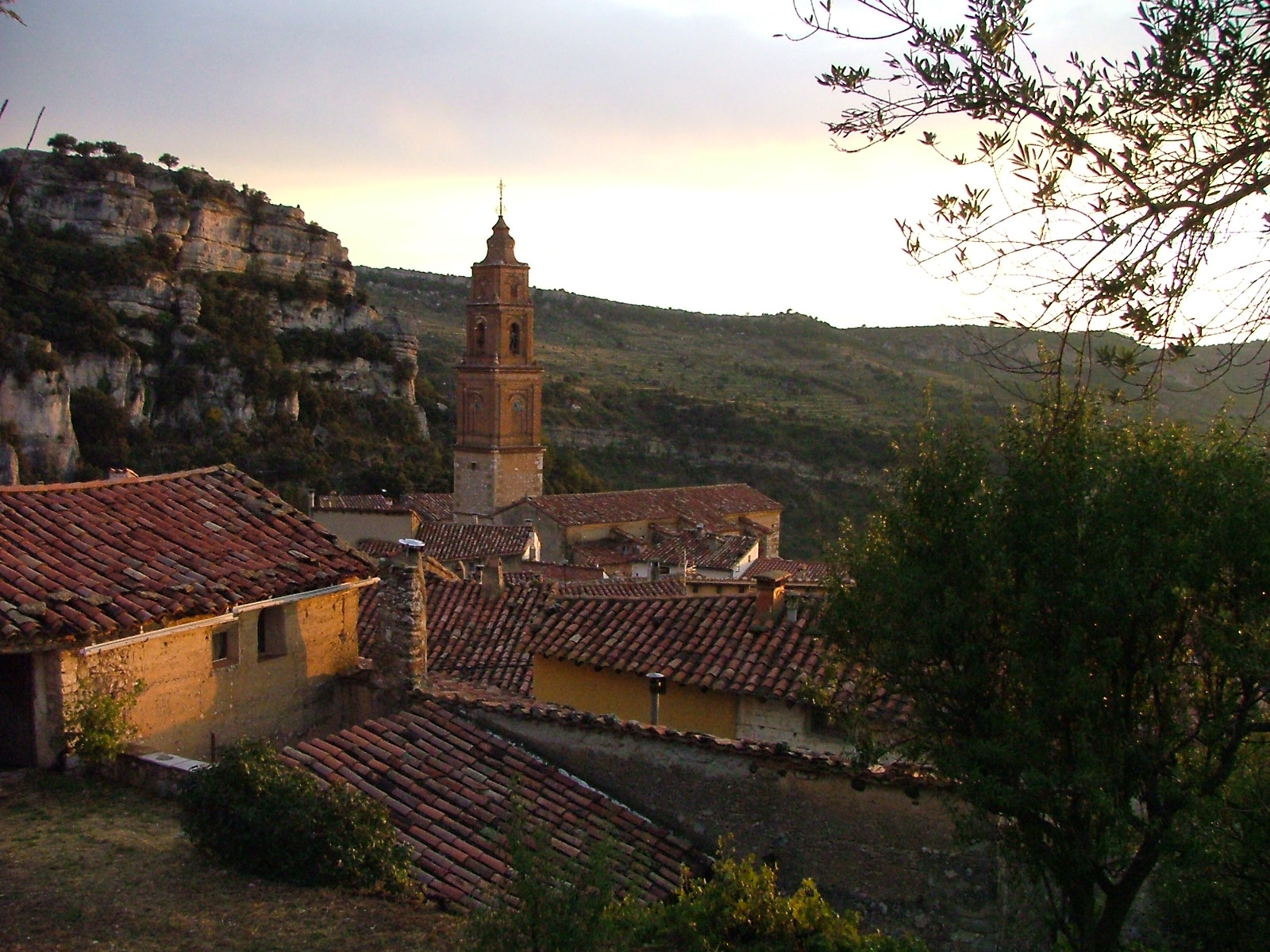
Vista de Xiva amb el campanar de l'Església parroquial

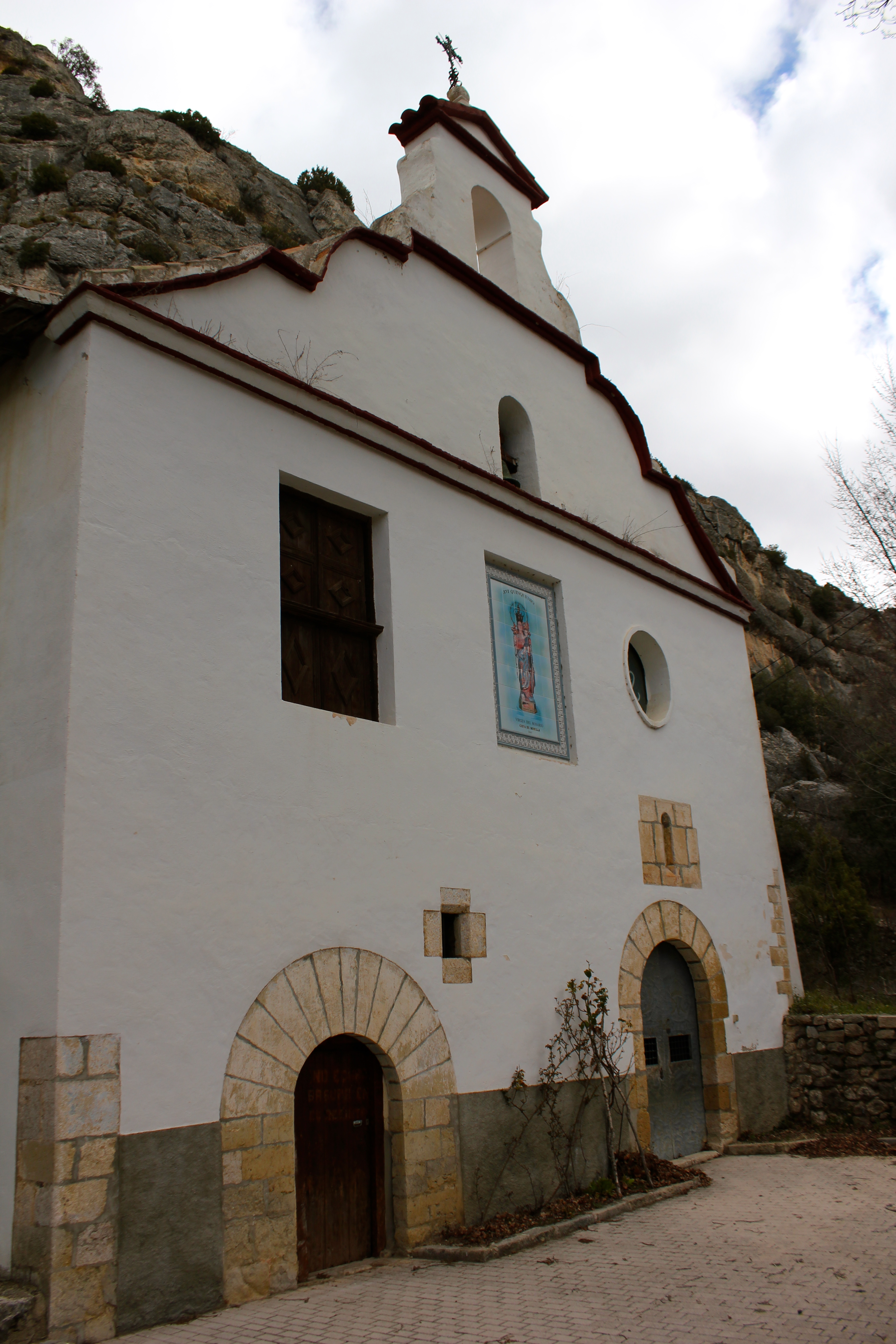
Ermita del Roser de Xiva

- Església parroquial del Salvador. Se'n conserven una creu d'argent gòtica i un crismal del segle xvi (tots dos fets a Morella); depén del santuari del Roser.
- Antiga casa del comú, on es conserva una taula de l'Ascensió, atribuïda a Marçal de Sas.
- Antic Ajuntament. Edifici del segle xvii.
- Pont de l'antic camí de Morella.
- Ermita del Roser.

Conserva també algunes cases dels segles xvi i xvii.

## Festes
El segon diumenge d'agost, se celebren les festes majors en honor de la Mare de Déu del Roser i del Salvador. Durant les festes arriben al poble turistes i antics habitants que abandonaren el poble, amb la qual cosa la seua població augmenta de manera important durant aquestes dates. Cada cinc anys (“Quinquenni”) aquestes festes adquireixen una solemnitat especial: el 2015 fou l'últim Quinquenni celebrat.

## Activitats
- Senderisme. La ubicació de la població enmig de la natura possibilita dur a terme excursions de diferent durada i dificultat. Hi ha diversos itineraris per fer senderisme.
- Escalada. Existeixen més de 50 vies d'escalada de diferents dificultats.
- Observació de fauna. Als voltants de Xiva habiten cabres salvatges en llibertat. Degut a la seva gran població a la zona i a la calma de les seves muntanyes, és possible avistar-les des dels camins que surten de Xiva. També és habitual l'observació d'àguiles i voltors, i en menor mesura de guineus i senglars.

## Comunicacions
Actualment la localitat compta amb cobertura telefònica mòbil a través de la companyia Vodafone, i a la fonda de la localitat es pot connectar amb la xarxa Wi-Fi habilitada per als clients.